# Private Emotion
Private Emotion – utwór skomponowany przez Erica Baziliana oraz Rob Hyman. Piosenka została po raz pierwszy wykonana przez zespół The Hooters i stanowi część albumu zatytułowanego Out of Body (wydanego w 1993 roku). Stosunkowo szeroką popularnością cieszy się cover tej piosenki w wykonaniu Ricky’ego Martina oraz wokalistki o pseudonimie Meja, który został opublikowany na pierwszym anglojęzycznym albumie studyjnym tego portorykańskiego piosenkarza zatytułowanym Ricky Martin (1999). Wyprodukowany przez Desmonda Childa i Draco Rosę, utwór wydany został jako czwarty i finalny singel promujący krążek dnia 8 lutego 2000 roku.